# Dianpisaura songi
Dianpisaura songi là một loài nhện trong họ Pisauridae.
Loài này thuộc chi Dianpisaura. Dianpisaura songi được miêu tả năm 2000 bởi Zhang.